# Leland (Mississippi)
Pour les articles homonymes, voir Leland.

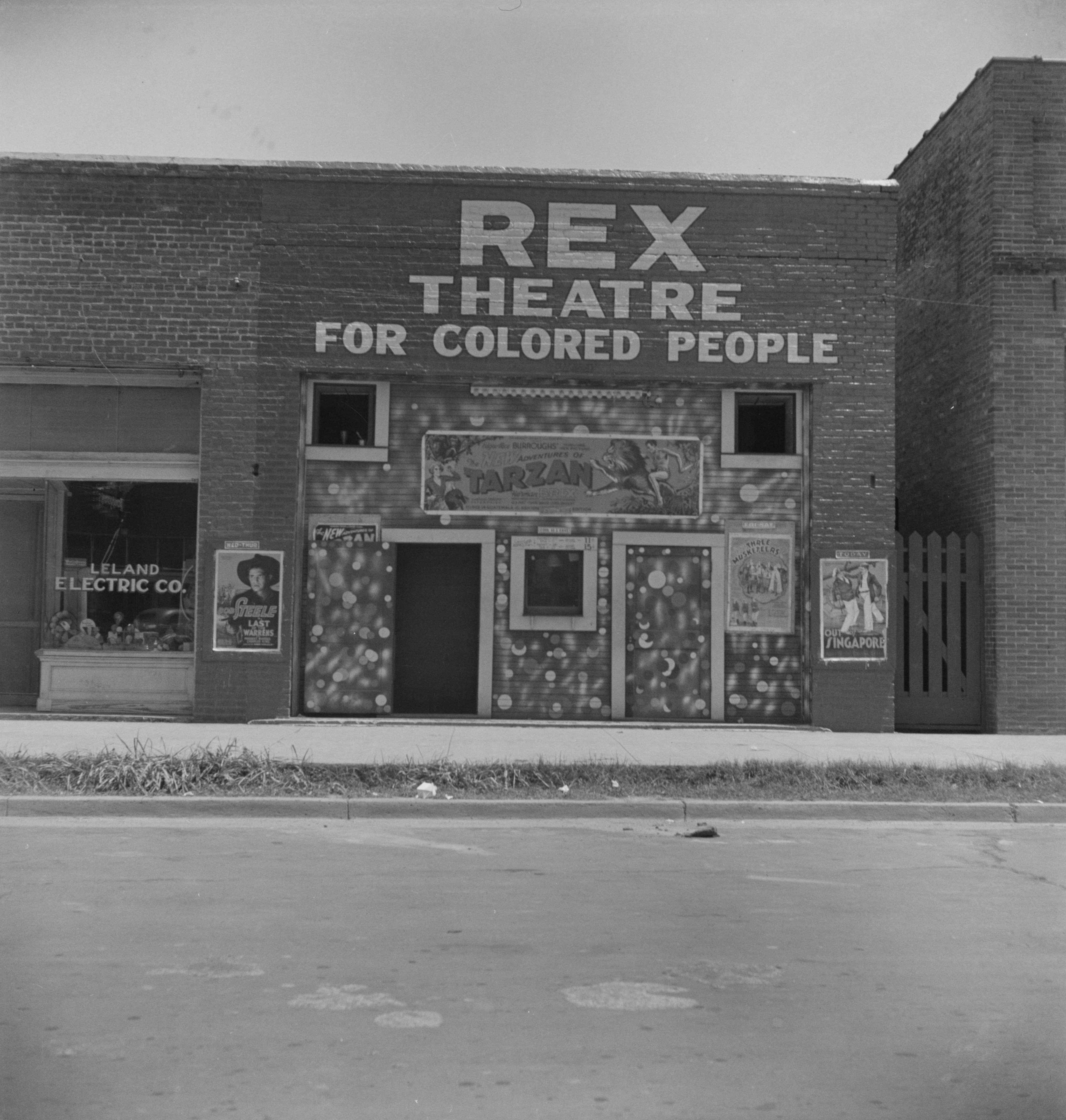

La ville américaine de Leland est située dans le comté de Washington, dans l’État du Mississippi. Lors du recensement de 2000, sa population s’élevait à 5 502 habitants.

## Source
- (en) Cet article est partiellement ou en totalité issu de l’article de Wikipédia en anglais intitulé « Leland, Mississippi » (voir la liste des auteurs).